# Jack Crawford
Pour les articles homonymes, voir John Crawford, Jack Crawford (homonymie) et Crawford.
John « Jack » Herbert Crawford (né le 22 mars 1908 à Albury et mort le 10 septembre 1991 à Sydney) est un joueur de tennis australien, dont la carrière s'étend de 1926 à 1951.
Crawford a remporté 66 titres, dont dix-sept titres du Grand Chelem, six en simple messieurs, six en double et cinq en double mixte.
Vainqueur en 1933 de l'Open d'Australie, puis de Roland-Garros et de Wimbledon, il se hisse en finale de l'US Open, et n'est qu'à un set de réaliser le tout premier Grand Chelem de l'histoire du tennis. Défait par Fred Perry au terme d'une rencontre haletante, Crawford concrétise toutefois un Petit Chelem et un Grand Chelem de finales qui lui assurent la place de numéro un mondial au terme de la saison. Il complètera un nouveau Petit Chelem en 1935, cette fois en double messieurs, associé à Vivian McGrath et Adrian Quist.
Il a été le mari de la joueuse Marjorie Cox Crawford, avec qui il s'est imposé trois fois consécutivement en double mixte aux Internationaux d'Australie, entre 1931 et 1933.
Jack Crawford est membre du International Tennis Hall of Fame depuis 1979.

## Palmarès (partiel)

### Titres en simple messieurs
|   | Date       | Nom et lieu du tournoi              | Catégorie    | Surface      | Finaliste       | Score                    | Tableau |
| - | ---------- | ----------------------------------- | ------------ | ------------ | --------------- | ------------------------ | ------- |
| 1 | 27/02/1931 | Australian Championships, Sydney    | Grand Chelem | Gazon        | Harry Hopman    | 6-4, 6-2, 2-6, 6-1       | Tableau |
| 2 | 1932       | Queen's Club Championships, Londres |              | Gazon        | Hendrik Timmer  | 1-6, 6-3, 6-3, 6-4       | Tableau |
| 3 | 08/02/1932 | Australian Championships, Adélaïde  | Grand Chelem | Gazon        | Harry Hopman    | 4-6, 6-3, 3-6, 6-3, 6-1  | Tableau |
| 4 | 21/01/1933 | Australian Championships, Melbourne | Grand Chelem | Gazon        | Keith Gledhill  | 2-6, 7-5, 6-3, 6-2       | Tableau |
| 5 | 25/05/1933 | Internationaux de France, Paris     | Grand Chelem | Terre battue | Henri Cochet    | 8-6, 6-1, 6-3            | Tableau |
| 6 | 26/06/1933 | The Championships, Wimbledon        | Grand Chelem | Gazon        | Ellsworth Vines | 4-6, 11-9, 6-2, 2-6, 6-4 | Tableau |
| 7 | 05/01/1935 | Australian Championships, Melbourne | Grand Chelem | Gazon        | Fred Perry      | 2-6, 6-4, 6-4, 6-4       | Tableau |

### Finales en simple messieurs
|   | Date       | Nom et lieu du tournoi             | Catégorie    | Surface      | Vainqueur           | Score                     | Tableau |
| - | ---------- | ---------------------------------- | ------------ | ------------ | ------------------- | ------------------------- | ------- |
| 1 | 02/09/1933 | US National Champ’s, Forest Hills  | Grand Chelem | Gazon        | Fred Perry          | 6–3, 11–13, 4–6, 6–0, 6–1 | Tableau |
| 2 | 18/01/1934 | Australian Championships, Sydney   | Grand Chelem | Gazon        | Fred Perry          | 6-3, 7-5, 6-1             | Tableau |
| 3 | 23/05/1934 | Internationaux de France, Paris    | Grand Chelem | Terre battue | Gottfried von Cramm | 6-4, 7-9, 3-6, 7-5, 6-3   | Tableau |
| 4 | 25/06/1934 | The Championships, Wimbledon       | Grand Chelem | Gazon        | Fred Perry          | 6–3, 6–0, 7–5             | Tableau |
| 5 | 20/01/1936 | Australian Championships, Adélaïde | Grand Chelem | Gazon        | Adrian Quist        | 6-2, 6-3, 4-6, 3-6, 9-7   | Tableau |
| 6 | 20/01/1940 | Australian Championships, Sydney   | Grand Chelem | Gazon        | Adrian Quist        | 6-3, 6-1, 6-2             | Tableau |

### Titres en double messieurs
|   | Date       | Nom et lieu du tournoi             | Catégorie    | Surface      | Partenaire     | Finalistes                     | Score                   | Tableau |
| - | ---------- | ---------------------------------- | ------------ | ------------ | -------------- | ------------------------------ | ----------------------- | ------- |
| 1 | 19/01/1929 | Australian Championships Adélaïde  | Grand Chelem | Gazon        | Harry Hopman   | Ian Collins Colin Gregory      | 6-1, 6-8, 4-6, 6-1, 6-3 | Tableau |
| 2 | 18/01/1930 | Australian Championships Melbourne | Grand Chelem | Gazon        | Harry Hopman   | Tim Fitchett John Hawkes       | 8-6, 6-1, 2-6, 6-3      | Tableau |
| 3 | 08/02/1932 | Australian Championships Adélaïde  | Grand Chelem | Gazon        | Edgar Moon     | Harry Hopman Gerald Patterson  | 12-10, 6-3, 4-6, 6-4    | Tableau |
| 4 | 05/01/1935 | Australian Championships Adélaïde  | Grand Chelem | Gazon        | Vivian McGrath | Patrick Hughes Fred Perry      | 6-4, 8-6, 6-2           | Tableau |
| 5 | 1935       | Internazionali d'Italia Rome       |              | Terre battue | Vivian McGrath | Jean Borotra Jacques Brugnon   | 4–6, 4–6, 6-4, 6-2, 6-2 | Tableau |
| 6 | 20/05/1935 | Internationaux de France Paris     | Grand Chelem | Terre battue | Adrian Quist   | Donald Turnbull Vivian McGrath | 6-1, 6-4, 6-2           | Tableau |
| 7 | 24/06/1935 | The Championships Wimbledon        | Grand Chelem | Gazon        | Adrian Quist   | Wilmer Allison John Van Ryn    | 6-3, 5-7, 6-2, 5-7, 7-5 | Tableau |

### Finales en double messieurs
|   | Date       | Nom et lieu du tournoi             | Catégorie    | Surface      | Vainqueurs                     | Partenaire     | Score                    | Tableau |
| - | ---------- | ---------------------------------- | ------------ | ------------ | ------------------------------ | -------------- | ------------------------ | ------- |
| 1 | 27/02/1931 | Australian Championships Sydney    | Grand Chelem | Gazon        | James Anderson Norman Brookes  | Harry Hopman   | 6-2, 6-4, 6-3            | Tableau |
| 2 | 21/01/1933 | Australian Championships Melbourne | Grand Chelem | Gazon        | Keith Gledhill Ellsworth Vines | Edgar Moon     | 6-4, 10-8, 6-2           | Tableau |
| 3 | 23/05/1934 | Internationaux de France Paris     | Grand Chelem | Terre battue | Jean Borotra Jacques Brugnon   | Vivian McGrath | 11-9, 6-3, 2-6, 4-6, 9-7 | Tableau |
| 4 | 20/01/1936 | Australian Championships Adélaïde  | Grand Chelem | Gazon        | Adrian Quist Donald Turnbull   | Vivian McGrath | 6-8, 6-2, 6-1, 3-6, 6-2  | Tableau |
| 5 | 20/01/1940 | Australian Championships Sydney    | Grand Chelem | Gazon        | John Bromwich Adrian Quist     | Vivian McGrath | 6-3, 7-5, 6-1            | Tableau |

### Titres en double mixte
|   | Date       | Nom et lieu du tournoi             | Catégorie    | Surface      | Partenaire        | Finalistes                       | Score           | Tableau |
| - | ---------- | ---------------------------------- | ------------ | ------------ | ----------------- | -------------------------------- | --------------- | ------- |
| 1 | 27/02/1931 | Australian Championships Sydney    | Grand Chelem | Gazon        | Marjorie Crawford | Emily Westacott Aubrey Willard   | 7-5, 6-4        | Tableau |
| 2 | 08/02/1932 | Australian Championships Adélaïde  | Grand Chelem | Gazon        | Marjorie Crawford | Meryl O'Hara Wood Jirō Sato      | 6-8, 8-6, 6-3   | Tableau |
| 3 | 21/01/1933 | Australian Championships Melbourne | Grand Chelem | Gazon        | Marjorie Crawford | Marjorie Gladman Ellsworth Vines | 3-6, 7-5, 13-11 | Tableau |
| 4 | 25/05/1933 | Internationaux de France Paris     | Grand Chelem | Terre battue | Margaret Scriven  | Betty Nuthall Fred Perry         | 6-2, 6-3        | Tableau |
| 5 | 23/06/1930 | The Championships Wimbledon        | Grand Chelem | Gazon        | Elizabeth Ryan    | Hilde Sperling Daniel Prenn      | 6-1, 6-3        | Tableau |

### Finales en double mixte
|   | Date       | Nom et lieu du tournoi             | Catégorie    | Surface | Partenaire                    | Finalistes        | Score          | Tableau |
| - | ---------- | ---------------------------------- | ------------ | ------- | ----------------------------- | ----------------- | -------------- | ------- |
| 1 | 25/06/1928 | The Championships Wimbledon        | Grand Chelem | Gazon   | Elizabeth Ryan Patrick Spence | Daphne Cozens     | 7-5, 6-4       | Tableau |
| 2 | 19/01/1929 | Australian Championships Adélaïde  | Grand Chelem | Gazon   | Daphne Cozens Edgar Moon      | Marjorie Crawford | 6-0, 7-5       | Tableau |
| 3 | 18/01/1930 | Australian Championships Melbourne | Grand Chelem | Gazon   | Nell Hall Hopman Harry Hopman | Marjorie Crawford | 11-9, 3-6, 6-3 | Tableau |